# Шамва (район)
Шамва (англ. Shamva District) — один из семи районов провинции Центральный Машоналенд в Зимбабве. Административный центр района — город Шамва.
Расположен на высоте 953 метра над уровнем моря в 60 км к северо-западу от столицы государства Хараре.
Население составляет 98 977 человек. 
В районе находится один из самых богатых золотых приисков Зимбабве, так называемая золотая жила Шамва.